# Katarzyna Ćwiklińska
Katarzyna Anna Ćwiklińska (ur. 13 marca 1989 w Toruniu) – polska koszykarka, występująca na pozycji środkowej.
Opuściła sezon 2009/2010 z powodu kontuzji kolana.

## Osiągnięcia
Na podstawie, o ile nie zaznaczono inaczej.

### Drużynowe
- Mistrzyni I ligi (2009)
- Wicemistrzyni I ligi (2006)[3]

### Reprezentacja
- Brązowa medalistka mistrzostw Europy U–16 (2005)[4]
- Uczestniczka mistrzostw Europy U–18 (2006 – 14. miejsce, 2007 – 4. miejsce)[5][6]